# Georges Burdeau
Pour les articles homonymes, voir Burdeau (homonymie).
Ne doit pas être confondu avec Georges Bidault.
Georges Burdeau, né le 25 décembre 1905 à Mâcon et mort le 24 avril 1988 dans la même ville, est un professeur de droit public français, spécialiste du droit constitutionnel et de science politique.

## Biographie

### Jeunesse et études
Georges Burdeau effectue ses études secondaires au lycée de Dijon, puis au lycée Fustel-de-Coulanges à Strasbourg. Il suit des études de droit à la faculté de droit de l'université de Strasbourg, où il est notamment l'élève de Julien Laferrière.
Il soutient sa thèse en 1930 à la Faculté de droit de Paris ; elle est intitulée La révision des lois constitutionnelles en droit positif. Il est reçu au concours de l'agrégation de droit public en 1934. 

### Parcours professionnel
De 1931 à 1934, il est chargé de cours aux facultés de droit de l'université de Rennes puis de l'université de Nancy, où il côtoie Pierre Voirin.
Il est nommé professeur à la faculté de droit de l'université de Dijon, et y restera professeur jusqu'en 1950, date à laquelle il est nommé professeur de droit public à la faculté de droit de l'université de Paris. Il enseigne également à l'Institut d'études politiques de Paris. 
En 1954-1956, il est détaché au Caire en qualité de Directeur de l'Institut des hautes études françaises en Égypte. Il a effectué des missions d'enseignements ou d'examens au Maroc, en Tunisie, au Viet-Nam, au Cambodge, au Sénégal, en Côte d'Ivoire, à Madagascar, à la Réunion, à Tahiti.
De retour à la Faculté de droit de Paris en 1957, il est directeur du Centre de préparation à l'administration générale, où il contribue à former de nombreux étudiants envisageant de passer le concours de l'École nationale d'administration.
Georges Burdeau a été directeur des collections Comment ils sont gouvernés et Bibliothèque constitutionnelle et de science politique à la LGDJ.
Il a aussi été directeur scientifique pour le Droit public et la Science politique de l'Encyclopédia Universalis.

## Travaux

### Axes de travail
Il est l'auteur de nombreux travaux sur le droit constitutionnel et la science politique. 
Son œuvre, La Démocratie, écrite en 1956, assimile la démocratie au système représentatif, contrairement à Jean-Jacques Rousseau, qui refuse toute représentation politique, mais envisage le peuple comme l'essence du pouvoir et de la démocratie, le définissant alors comme souverain unique.
Sa lecture de la Constitution de la Ve République était hostile au rôle prééminent du Président de la République[réf. nécessaire].

### Ouvrages
- Le régime parlementaire dans les constitutions européennes d'après-guerre, 1932.
- Le Pouvoir politique et l’État, LGDJ, 1942.
- Méthode de la science politique, Dalloz, 1959.
- Institutions politiques et administratives, IPN, 1965.
- La démocratie, éditions du Seuil, 1969.
- L'État, éditions du Seuil, 1970.
- Les libertés publiques, LGDJ, 1970.
- Droit constitutionnel et institutions politiques, LGDJ (la 17e édition est publiée en 1976).
- Traité de science politique, LGDJ, 1966-1976
  - Tome 1 - Le pouvoir politique
  - Tome 2 - L'État
  - Tome 3 - La dynamique politique
  - Tome 4 - Le statut du pouvoir dans l'État
  - Tome 5 - Les régimes politiques
  - Tome 6 - L'État libéral
  - Tome 7 - La démocratie gouvernante, son assise sociale et sa philosophie politique
  - Tome 8 - La démocratie et les contraintes du Nouvel Âge
  - Tome 9 - Les façades institutionnelles de la démocratie gouvernante
  - Tome 10 - La révolte des colonisés (1986)
- Le libéralisme
- La politique au pays des merveilles (1979)[3]

### Articles et notes de jurisprudence
- Le privilège du Trésor pour le recouvrement des contributions directes, in Revue de science et de législation financière, 1934, no 1.
- R. Carré de Malberg : son œuvre, sa doctrine, in Revue du droit public (RDP), 1935.
- La révision des marchés de guerre, in Revue de science et de législation financière, 1936.
- La règle de droit et le pouvoir, in Archives de philosophie du droit, 1937, no 4.
- Essai sur l'évolution de la notion de loi, in Archives de philosophie du droit, 1939, no 1.
- La déclaration univoque, in Une semaine dans le Monde, 13 avril 1946.
- Le citoyen et la majorité, in Une semaine dans le Monde, 18 mai 1946.
- La conception du pouvoir selon la Constitution française du 4 octobre 1958, in Revue française de sciences politiques, no 1, 1959.

## Critiques
On lui a reproché d'avoir, pendant la Seconde Guerre mondiale, justifié les lois antisémites du régime de Vichy dans ses manuels de droits,.

## Distinctions honorifiques
- Officier de la Légion d'honneur[Quand ?]
- Commandeur de l'ordre des Palmes académiques
- Docteur Honoris Causa des universités de Gand et de Bruxelles

## Hommages
: ouvrage ayant servi à rédiger la page
- Le Pouvoir - Mélanges offerts à Georges Burdeau, éditions LGDJ, 1976, 1190 pages.